# アントニオ猪木をさがして
『アントニオ猪木をさがして』（アントニオいのきをさがして）は、2023年制作の日本のドキュメンタリー映画。
プロレスラー、実業家、政治家として活躍し、多くの伝説的なエピソードを持つアントニオ猪木（2022年死去）の実像に迫ったドキュメンタリー映画。猪木が創立した新日本プロレス創立50周年記念企画として製作された。福山雅治がナレーションと主題歌を担当。

## あらすじ
アントニオ猪木に影響を受けた様々なジャンルの人物が猪木を語るドキュメンタリーパート、ファン視点のドラマパート、貴重なアーカイブ映像で、アントニオ猪木の真の姿に迫る。

## キャスト
- アントニオ猪木（アーカイブ映像）

- 有田哲平[4]
- アビッド・ハルーン
- 海野翔太[4]
- オカダ・カズチカ[4]
- 神田伯山[4]
- 棚橋弘至[4]
- 原悦生
- 藤波辰爾[4]
- 藤原喜明[4]
- 安田顕[4][5]
- 番家天嵩
- 田口隆祐[4]
- 大里菜桜
- 藤本静
- 山崎光
- 嶋田鉄太
- 新谷ゆづみ
- 徳井優
- 後藤洋央紀[4]
- 菅原大吉

- ナレーション：福山雅治

## スタッフ
- 監督：和田圭介、三原光尋
- プロデューサー：筒井竜平、若林雄介
- 主題歌：福山雅治「炎のファイター～Carry on the fighting sprit～」
- 配給：ギャガ
- 制作プロダクション：パイプライン、スタジオブルー
- 製作幹事：アミューズ
- 製作：「アントニオ猪木をさがして」製作委員会